# Maybe It's Time
«Maybe It's Time» es una canción interpretada por el cantante y actor estadounidense Bradley Cooper para la banda sonora de la película A Star Is Born (2018). Fue escrita totalmente por Jason Isbell, y producida por Cooper, Ben Rice y Lady Gaga. La canción es una balada de folk rock que habla sobre la salvación y la redención. En la película, «Maybe It's Time» es el tema principal del personaje de Jackson Maine y es utilizado dos veces a lo largo de la cinta. También fue utilizada en el primer tráiler de la película publicado en junio de 2018.
La canción tuvo una respuesta crítica positiva, quienes destacaron principalmente el talento vocal de Cooper, la producción minimalista y la nostalgia de la letra. En términos comerciales, «Maybe It's Time» ingresó a los listados de éxitos semanales de otros países como Australia, Canadá y Suiza. También ingresó al Billboard Hot 100 de los Estados Unidos y fue certificada con disco de oro tras exceder medio millón de unidades vendidas en el país.

## Antecedentes y composición
Tras haber escuchado varias producciones de Dave Cobb por varios días, Bradley Cooper se comunicó con él para definir el sonido de la banda sonora de A Star Is Born (2018), película que estaría dirigiendo. Cobb se encontraba grabando un álbum en Nashville con el cantautor y guitarrista Jason Isbell, a quien le pidió que escribiera una canción para la banda sonora. En respuesta, Isbell le pidió a Cooper el guion de la película para entender mejor la esencia de los personajes y poder escribir un tema que fuera acorde a la trama. Cooper le pidió a Isbell una canción que fuera «realista y nostálgica», a lo que Isbell escribió «Maybe It's Time» teniendo en mente «la idea de la salvación y redención que hay a lo largo de la película y cómo a veces esos elementos vienen desde adentro». Asimismo, añadió que: «El verdadero sentimiento de la canción es ese, donde te das cuenta de que si quieres redimirte y cambiar, ese cambio debe venir de adentro».
Cuando Cobb viajó a Los Ángeles para reunirse con Cooper y Lady Gaga para las sesiones de grabación, tocó «Maybe It's Time» para ellos y se decidió que fuera el tema principal del personaje de Jackson Maine. En ese momento, Cooper decidió que la banda sonora tomaría un enfoque folk rock y americana, ya que sintió que encajaba perfectamente con el personaje de Jackson y el declive de su carrera por el abuso de sustancias.

## Recepción

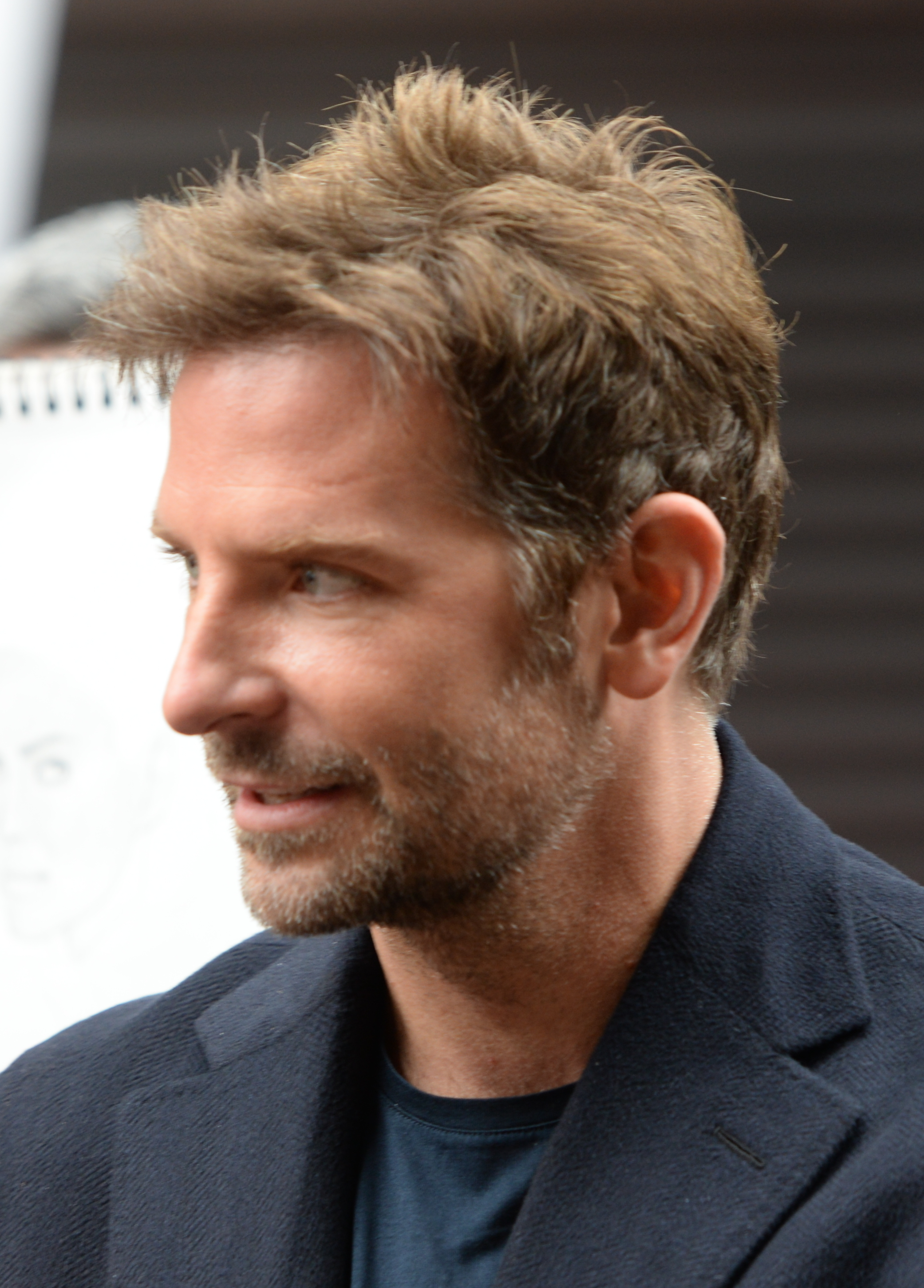
Bradley Cooper recibió críticas positivas por su rendimiento vocal.

### Comentarios de la crítica
Brittany Spanos de la revista Rolling Stone describió a la canción como un «triunfo solemne» y habló favorablemente del rendimiento vocal de Cooper. Patrick Ryan de USA Today la consideró uno de los mejores momentos dentro de la banda sonora. Joey Morona de The Plain Dealer también la destacó como una de las mejores canciones del disco y la llamó «una canción country auténtica». Igualmente, Wren Graves de Consequence of Sound expresó que es «quizá la mejor canción de A Star Is Born». Ben Beaumont-Thomas de The Guardian alabó la voz de Cooper y describió a la canción como «extremadamente sólida».
Chris DeVille de Stereogum la colocó en la primera posición de las mejores canciones de la banda sonora y la llamó «una balada country profunda y sincera». Bethonie Butler de The Washington Post la describió como «vulnerable y nostálgica». Dann Gire del periódico Daily Arlington Herald comentó que la canción «refleja completamente la esencia y nostalgia del personaje de Cooper y el declive de su carrera».

### Recibimiento comercial
En los Estados Unidos, durante la semana de estreno de A Star Is Born (2018), «Maybe It's Time» ingresó en la posición 93 del Billboard Hot 100, siendo una de las cinco canciones de la banda sonora en entrar al listado junto a «Shallow», «I'll Never Love Again», «Always Remember Us This Way» e «Is That Alright?». Con ello, fue la primera canción como solista de Cooper en ingresar al conteo y segunda en general tras «Shallow». De igual forma, «Maybe It's Time» debutó en la sexta posición del Digital Songs, siendo su segunda canción en alcanzar el top 10, nuevamente tras «Shallow». En marzo de 2020, la canción fue certificada con disco de oro por la Recording Industry Association of America (RIAA) tras exceder medio millón de unidades vendidas en los Estados Unidos.
Además de los Estados Unidos, «Maybe It's Time» alcanzó la posición 58 en el listado oficial de éxitos semanales de Australia, la 86 en el de Canadá, la 56 en el de Nueva Zelanda y la 82 en el de Suiza. Asimismo, llegó al puesto veintidós en Escocia y al catorce en Hungría.

## Posicionamiento en listas

### Semanales
| Australia      | Australian Singles Chart | 58 |
| Canadá         | Canadian Hot 100         | 86 |
| Escocia        | Scottish Singles Chart   | 22 |
| Estados Unidos | Billboard Hot 100        | 93 |
| Estados Unidos | Digital Songs            | 6  |
| Hungría        | Single (Track) Top 10    | 14 |
| Nueva Zelanda  | NZ Top 40 Singles Chart  | 56 |
| Suiza          | Swiss Singles Chart      | 82 |

### Certificaciones
| País           | Organismo certificador | Certificación | Ventas certificadas | Ref.   |
| -------------- | ---------------------- | ------------- | ------------------- | ------ |
| Estados Unidos | RIAA                   | Oro           | 500 000             | [ 14 ] |